# Fachwerkhaus (Heidelberger Landstraße 226)
Das Fachwerkhaus Heidelberger Landstraße 226 ist ein Bauwerk in Darmstadt-Eberstadt. 

## Geschichte und Beschreibung
Das Fachwerkhaus in der Heidelberger Landstraße wurde im Jahre 1707 erbaut.
Das ortsbildprägende Wohnhaus ist ein traufständiges Fachwerkgebäude mit einem steilen biberschwanzgedecktem Satteldach.
Bemerkenswerte Details sind:
- eine ungewöhnliche Fachwerkfiguration aus Eichenholz, mit geschwungenen Streben und ein Flechtwerk aus geschwungenen Rauten und Andreaskreuzen in den Fensterbrüstungsfeldern im ersten Obergeschoss
- ein massives – zu einem späteren Zeitpunkt umgebautes – Erdgeschoss mit Fenstereinfassungen aus Sandstein

## Denkmalschutz
Im Jahre 1984 wurde das Fachwerkhaus restauriert.
Aus architektonischen und stadtgeschichtlichen Gründen ist das Bauwerk ein Kulturdenkmal.